# HC KTV Altdorf
Maillots
Actualités
Dernière mise à jour : 28 septembre 2014.
Le HC KTV Altdorf est un club de handball, situé à Altdorf en Suisse, évoluant en SHL.

## Histoire
- 1963: Fondation du HC KTV Altdorf.
- 2013: Alors que le club fête ces cinquante ans, il parvient à être promu de la SHL.
- 2014: Le club redescend en Ligue B.